# 로버트 번스
로버트 번스(스코트어: Robert Burns, 1759년 1월 25일 ~ 1796년 7월 21일)는 스코틀랜드 출신 영국의 시인이자 서정시인(작사가)이다. 가난한 농부의 아들로 태어나서 고된 일을 하면서도 틈틈이 시를 읽고 17세 때부터 시를 쓰기 시작하였다. 1786년 자메이카섬으로 이주하기 위한 뱃삯을 벌기 위해 쓴 시 <주로 스코틀랜드 방언에 의한 시집>으로 천재 시인이라 불리고 성공함으로써 이주할 필요가 없어져 시를 짓는 데 열중하였다. 그는 혁명 사상의 선구자로서 모순에 찬 당시의 사회·교회·문명 일반을 예리한 필치로 비난하고, 정열적인 향토애로 스코틀랜드 농부와 시민의 소박한 모습을 나타내어 뒤에 작곡가들에 의해 그의 작품이 많이 인용되었다. 그는 스코틀랜드 국민 시인으로서 존경받고 있다. 만년에는 과다한 음주로 건강을 해치고, 경영하던 농장까지 잃게 되어 불우하게 지냈다. 18세기 말기 시풍의 개척자이며, 영국 방언 시인의 제1인자이기도 하다. 대표작에 <오두막집의 토요일 밤> 등이 있다.
그의 시(그리고 노래) 올드 랭 사인은 종종 한 해의 마지막 날이자 새해 전야인 12월 31일에 불린다.